# Apalis flavigularis
Apalis flavigularis és una espècie d'ocell de la família dels cisticòlids (Cisticolidae) endèmica del sud de Malawi. En català rep el nom d'apalis gorjagroga, en anglès: Yellow-throated Apalis i en castellà: Apalis gorgigualdo.
Anteriorment se la considerava una subespècie de l'apalis de collar (Apalis thoracica).

## Distribució i hàbitat
L'apalis gorjagroga es troba únicament als boscos tropicals del sud de Malawi. Està amenaçat per la pèrdua d'hàbitat.